# Ruta Nacional 70 (Colombia)
La Ruta Nacional 70 es una carretera de tipo transversal que actualmente inicia en el sitio conocido como Aguasclaras cruce con la Ruta Nacional 45, en el municipio de Aguachica y finaliza en el puente internacional Simón Bolívar, en el municipio de Villa del Rosario, sobre el Río Táchira en la frontera con Venezuela. 

Rutas 45 y 70.

La ruta fue establecida por la Resolución 3700 de 1995 del Ministerio de Transporte (la cual modificaba la Resolución 830 y 9300 de 1992 del Ministerio de Obras Públicas) con un trayecto inicial que atraviesa Palo de Letras - Barranquillita - El Tigre / cruce Ruta 15 (El Tres) - Caucasia - La Gloria - La Mata (cruce Ruta 45)/Aguasclaras - Villa de San Andrés o Totumal - Río de Oro - Ocaña - cruce La Playa - Abrego - Alto del Pozo - Sardinata - Astilleros - Zulia (cruce Ruta 66B) / Cúcuta - Puente Internacional Simón Bolívar. No obstante, con la Resolución 339 de 1999 y la Red Vial Nacional establecida por el INVIAS, su trayecto fue redefinido y actualmente atraviesa Aguasclaras (Aguachica) - Villa de San Andrés o Totumal - Río de Oro - Ocaña - cruce La Playa - Abrego - Alto del Pozo - Sardinata - Astilleros - Zulia (cruce ruta 66B) / Cúcuta - Puente Internacional Simón Bolívar.	
Actualmente se encuentra conformada por 5 Tramos 1, paso 1, variante y 1 ramal con una longitud aproximada de 301.39 km. , los cuales 241.39 km. se encuentran a cargo del INVIAS y 60 km. se encuentran en concesión por la ANI. Del total de la ruta, 289.28 km. aproximados se encuentran pavimentados y  11.82 km. se encuentran en afirmado o sin pavimentar 0.28 km. se encuentran sin analizar por el INVIAS o se encuentran en proceso de intervención.

## Tramos

### Tramos actuales[1]
| Código | Tramo                                             | Administración         | Longitud km. |
| ------ | ------------------------------------------------- | ---------------------- | ------------ |
| 7007   | Aguaclara (Aguachica) - Alconsure (Ocaña)         | INVIAS / Concesión ANI | 54,79        |
| 7008   | Alconsure (Ocaña) - La Y (Sardinata)              | INVIAS                 | 128,00       |
| 7009   | La Y (Sardinata) - Astilleros (El Zulia) - Cúcuta | INVIAS / Concesión ANI | 66,00        |
| 7009A  | Sardinata - Puente Gómez - Cornejo - Zulia        | INVIAS                 | 5,00         |
| 7010   | Cúcuta - Puente Internacional Simón Bolívar       | Concesión ANI          | 8,60         |

### Tramos eliminados o anteriores
| Código | Tramo                               | Situación actual |
| ------ | ----------------------------------- | --- |
| 7001   | Palo de Letras - El Tigre           | Carretera Panamericana (Palo de Letras - Lomas Aisladas) Red Vial Secundaria Departamental (62AN64) (Lomas Aisladas - El Tigre) |
| 7002   | Sin definir                         | Carretera no definida |
| 7003   | Sin definir                         | Carretera no definida |
| 7004   | Sin definir                         | Carretera no definida |
| 7005   | Sin definir                         | Carretera no definida |
| 7006   | La Gloria - La Mata (cruce ruta 45) | Red Vial Secundaria Departamental Concesionada (7407)                                                                           |
| 7008B  | Cruce La Playa - Hacarí - Sardinata | Red Vial Secundaria Departamental                                                                                               |

## Pasos y variantes

### Pasos y variantes actuales
| Departamento       | Código | Paso o Variante         | Administración | Longitud km. |
| ------------------ | ------ | ----------------------- | -------------- | ------------ |
| Norte de Santander | 70NSA  | Variante Sardinata      | INVIAS         | 5,00         |
| Norte de Santander | 70NSB  | Paso Nacional por Zulia | INVIAS         | 1,00         |

### Pasos y variantes eliminados o anteriores
| Departamento  | Código | Paso o Variante | Situación Actual |
| ------------- | ------ | --------------- | ---------------- |
| No Disponible |        |                 |                  |

## Ramales

### Ramales actuales
| Departamento       | Código | Ramal                          | Administración | Longitud km. |
| ------------------ | ------ | ------------------------------ | -------------- | ------------ |
| Norte de Santander | 70NS01 | La Ondina (Ocaña) - Convención | INVIAS         | 33,00        |

### Ramales eliminados o anteriores
| Departamento       | Código | Ramal                                 | Situación Actual                           |
| ------------------ | ------ | ------------------------------------- | ------------------------------------------ |
| Cesar              | 70CS01 | Ramal a Simaña                        | Red VIal Secundaria Departamental          |
| Cesar              | 70CS02 | Río de Oro - Samoré                   | Red VIal Secundaria Departamental          |
| Norte de Santander | 70NS02 | Ramal a La María                      | Red VIal Secundaria Departamental          |
| Norte de Santander | 70NS03 | La San Juana (Sardinata) - Bucarasica | Red VIal Secundaria Departamental          |
| Norte de Santander | 70NS04 | Sardinata - Las Mercedes - Luis Vero  | Red VIal Secundaria Departamental          |
| Norte de Santander | 70NS06 | Villa del Rosario - Cúcuta            | Red VIal Secundaria Departamental          |
| Norte de Santander | 70NS07 | Villa del Rosario - Ragonvalia        | Red VIal Secundaria Departamental          |
| Norte de Santander | 70NS08 | El Cruce - Astilleros - El Cincho     | Red VIal Secundaria Departamental          |
| Norte de Santander | 70NS09 | Gramalote - Carmen de Nazareth        | Red VIal Secundaria Departamental (4710-1) |
| Norte de Santander | 70NS10 | Astilleros - La Punta - Puerto Barco  | Red Vial Secundaria Departamental          |

## Subramales

### Subramales actuales
| Departamento  | Código | Ramal | Administración | Longitud km. |
| ------------- | ------ | ----- | -------------- | ------------ |
| No Disponible |        |       |                |              |

### Subramales eliminados o anteriores
| Departamento       | Código   | Subramal                   | Situación Actual                                |
| ------------------ | -------- | -------------------------- | ----------------------------------------------- |
| Cesar              | 70CS02-1 | El Cangrejo - Aguas Claras | Red Vial Secundaria Departamental (70CS02-1-CS) |
| Norte de Santander | 70NS01-1 | Chamizo - González         | Red Vial Secundaria Departamental               |
| Norte de Santander | 70NS10-1 | Agualasal - La Florida     | Red Vial Secundaria Departamental               |
| Norte de Santander | 70NS04-1 | Subramal a San Gil         | Red Vial Secundaria Departamental               |

## Detalles de la ruta
En el detalle de la ruta se hace una breve descripción del trazado inicial de la Ruta Nacional por los principales sitios de Colombia por donde atraviesa separando ramo por tramo, su trazado va de sur a norte para las troncales y de oriente a occidente para las transversales.
Carreteras color rojo: Corresponden a la red vial Nacional actual.
Carreteras color naranja: Corresponden al trazado inicial de la ruta nacional que actualmente forman parte de la Red Vial Secundaria.	
	
Carreteras color marrón: Corresponden al trazado inicial de la ruta nacional que actualmente forman parte de la Red Vial Terciaria.	
Carreteras color gris: Corresponden al trazado inicial de la ruta nacional que actualmente son carreteables y no pertenecen a ninguna red vial nacional.	
Carreteras color blanco: Corresponden al trazado inicial de la ruta nacional que actualmente no existe vía construida. 	
Esta Ruta Atraviesa el Puente de las Américas sobre el Golfo de Uraba hasta llegar a Unguia termina en el tunel.